# Kukenthalia borealis
Kukenthalia borealis is een zakpijpensoort uit de familie van de Styelidae. De wetenschappelijke naam van de soort is, als Goodsiria borealis, voor het eerst geldig gepubliceerd in 1894 door Gottschaldt.